# Lois anti-manifestations en Ukraine

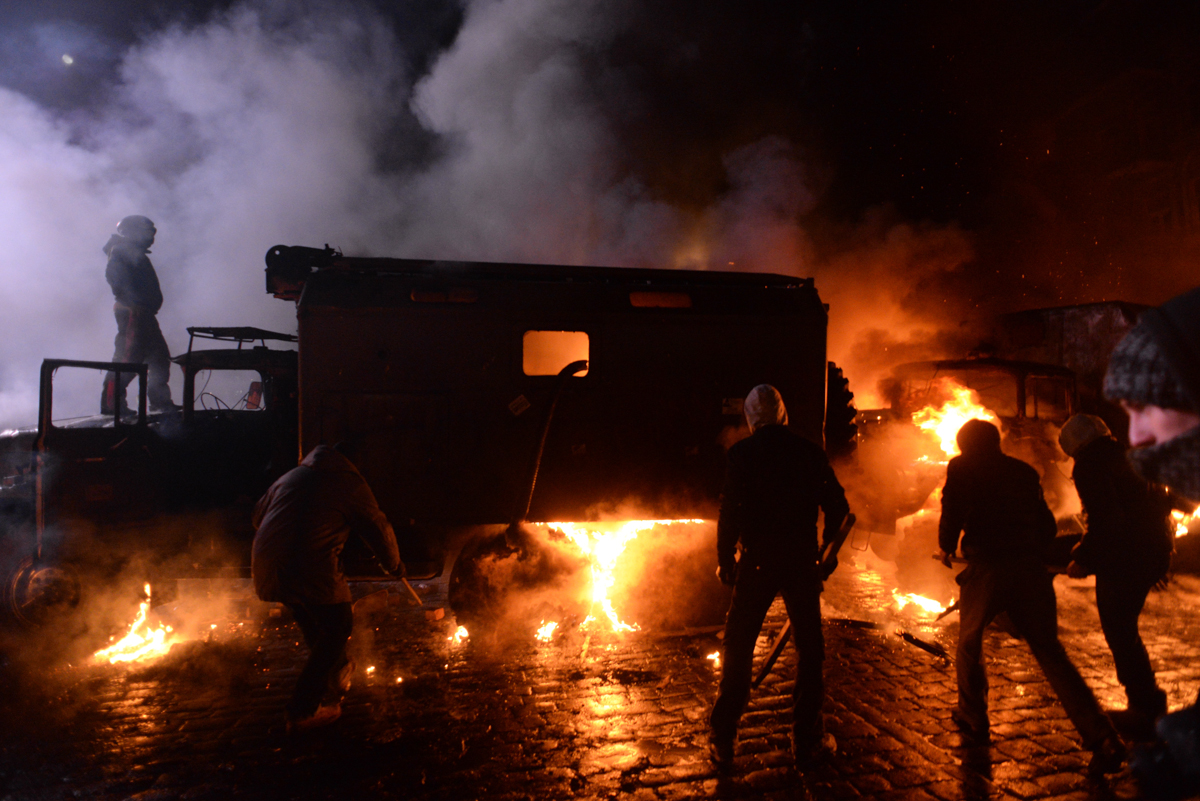
Émeutes dans la rue Hrushevskoho en janvier 2014 en réponse aux lois anti-manifestations.

Les lois anti-manifestations ukrainiennes étaient un groupe de dix lois restreignant la liberté d'expression et la liberté de réunion adoptées par la Rada suprême, le Parlement monocaméral de l'Ukraine, le 16 janvier 2014 (appelé Jeudi noir par leurs opposants) et promulguées par le président Viktor Ianoukovitch le lendemain,. Elles ont été prises en réposne aux manifestations antigouvernementales massives connues sous le nom d'« Euromaïdan » qui ont commencé le 21 novembre 2013. Les lois étaient collectivement surnomées « lois de dictature » (en ukrainien « закони про диктатуру », en russe : Зако́ны о диктату́ре ), par des militants d'Euromaidan, des organisations non gouvernementales, des universitaires,  et les médias ukrainiens,,,,,.
Après leur adoption, les États dits « occidentaux » ont critiqué ces lois pour leur nature antidémocratique et leur capacité à restreindre considérablement les droits de manifestation, la liberté d’expression et l’activité des organisations non gouvernementales. Elles ont été décrits dans les médias et par les experts comme « draconiennes », Timothy Snyder affirmant qu'ils ont effectivement établi la nation comme une dictature. Ces lois ont été largement dénoncées à l’échelon international, le Secrétaire d’État des États-Unis d'Amérique John Kerry les qualifiant d’« antidémocratiques ».
Les lois ont été élaborées par les députés Vadym Kolesnychenko et Volodymyr Oliynyk du Parti des régions, le parti pro-russe du président Viktor Ianoukovtich, et soutenues par un bloc électoral composé du Parti des régions, du Parti communiste d'Ukraine et de quelques députés indépendants. Elle ont été adoptées selon une procédure législative controversée. Le ministre de l'Intérieur Vitaliy Zakharchenko a promis que « chaque infraction sera sévèrement punie de notre côté » en application des lois. 
Après l'adoption des lois, des violences généralisées ont éclaté entre les manifestants et les forces de sécurité, intensifiant le mouvement Euromaïdan et aboutissant aux émeutes de la rue Hrouchevski puis à la Révolution de la dignité. En raison de l'escalade provoquée par ces lois, neuf lois anti-manifestations ont été annulées par la Rada le 28 janvier 2014,,.

## Procédure d'adoption
Lors de l’adoption des lois, la Rada surpême a violé un certain nombre de ses propres règles de procédure. Les lois ont été votées en grande partie à main levée. Cela est autorisé par le règlement de la Rada mais seulement lorsqu'il n'existe aucune « possibilité technique » de voter par le système électronique. Des députés de l'opposition ont été empêché d'accéder à leurs boîtiers électroniques pour voter.
De plus, les mains levées ont été « comptées » en quelques secondes, en fonction du nombre de députés inclus dans les groupes parlementaires, alors que de nombreux députés étaient en réalité absents. Les diplomates qui ont observé les votes ont fait part de leurs doutes. Ils n'ont compté qu'environ 100 à 140 mains levées, alors que les lois auraient dû être adoptées par une majorité d'au moins 226 voix. La plupart des lois ont été adoptées sans examen préalable par les commissions parlementaires, comme l'exigent le règlement, et sans que les députés aient le temps de les examiner. 

## Dispositions
Les lois contenaient des dispositions telles que: 
- la criminalisation « l'activité extrémiste », définie selon Transparency international Ukraine en « termes larges et vagues »[25], avec une lourde amende pour une première infraction et jusqu'à trois ans de prison en cas de récidive ;
- la simplification du processus de levée de l'immunité parlementaire lors d’une procédure pénale en le soumettant à un vote majoritaire de la Rada. Un examen préalable par la commission parlementaire n’est plus requis.
- le prolongement de l'amnistie des poursuites précédemment adoptée par la Rada à ceux qui ont commis des crimes contre les manifestants, y compris les forces de sécurité spéciale du Berkut et d’autres responsables de l’application des lois ;
- l'autorisation du procès par contumace des personnes, y compris des peines de prison dans les cas où la personne refuse de comparaître devant la juridiction lorsque des poursuites pénales en l’absence de cette personne sont déclarées possibles ;
- la simplification des procédures de signification des assignations et de dépôt des procès-verbaux administratifs ;
- la création d'une peine pouvant aller jusqu’à six ans de prison pour le blocage de l’accès aux bâtiments résidentiels ;

La perturbation de la circulation par un cortège de plus de 5 voitures peut être sanctionnée par une annulation du permis de conduire pendant 1 à 2 années et la saisie du véhicule

D'autres dispositions comprenaient :
- Les conducteurs de cortèges ou groupes de plus de 5 automobiles, s'ils provoquent des embouteillages ou une perturbation de la circulation, risquent la perte de leur permis de conduire et de leur véhicule pour une durée pouvant aller jusqu'à deux ans (sauf autorisation du ministère de l'Intérieur) ;
- La collecte et la diffusion d'informations sur le Berkout, les juges ou leurs familles respectives entraînent une peine pouvant aller jusqu'à 2 années de prison ;
- la diffamation, que ce soit par voie de presse ou sur les réseaux sociaux, est passible d’une peine pouvant aller jusqu’à un an de prison ;
- les agents des forces de l’ordre impliqués dans des activités précitées et leurs familles risquent une peine de prison maximale de six mois ;
- la peine pour le blocage des bâtiments gouvernementaux peut aller jusqu'à cinq ans de prison, celle pour le blocage de l'entrée d'une résidence peut aller jusqu'à trois ans de restriction de liberté[18];
- jusqu'à 15 jours de prison pour installation non autorisée de tentes, de scènes et de matériel de sonorisation[26];
- loi anti-masque avec une peine jusqu'à 15  jours de prison pour avoir participé à des rassemblements pacifiques en portant un masque, des vêtements de camouflage, un foulard, un casque ou tout autre moyen de dissimuler ou de protéger son visage ou sa tête ;
- le fait de fournir des équipements aux contrevenants est puni jusqu'à 1 000 euros d'amende et 10 jours de prison ;
- les organisations non gouvernementales qui acceptent des fonds étrangers doivent s’enregistrer en tant qu’« agents de l'étranger » et sont soumises à un contrôle rigoureux et à des mesures fiscales supplémentaires ;
- licences obligatoires pour les fournisseurs d’accès Internet ;
- dispositions relatives à la censure légale de l’Internet par le gouvernement ;
- interdiction aux organisations non gouvernementales et aux églises de soutenir les manifestations civiles[4].

## Abrogation
Le 28 janvier, le Parlement a voté l’abrogation de neuf lois, avec 361 des 450 députés en faveur. Dans ce que le New York Times a décrit comme un compromis, le Parlement a approuvé des versions plus limitées de certaines restrictions : par exemple, la destruction de monuments a été à nouveau criminalisée, mais il a été spécifié qu'elle ne couvrirait que les monuments antifascistes, et non les statues de Lénine. 
Le 25 août 2014, le nouveau président ukrainien Petro Porochenko a affirmé avoir convoqué les élections parlementaires ukrainiennes de 2014 afin de purifier la Rada des députés qui avaient soutenu « les lois de dictature [de janvier 2014] qui ont coûté la vie à la centurie céleste ». Lors de cette élection, 64 députés (selon le Centre d'études et d'analyse politiques ; certains de ces 64 députés ont nié avoir soutenu les lois) qui avaient soutenu les « lois de dictature » ont été réélus ; la plupart d'entre eux dans des circonscriptions (qui avaient un système électoral uninominal majoritaire à un tour, le candidat avec le total de voix est élu),,,. Le 11 décembre 2014, ces 64 députés ont été exclus des postes de haut niveau au sein des commissions parlementaires. 

## Conséquences
Le 15 février 2015, Oleksandr Yefremov a été arrêté pour falsification de documents lors de l'adoption des « lois anti-manifestations ».  Au moment de l'adoption des lois anti-manifestations, il était chef du groupe du Parti des régions au parlement ukrainien.

## Réactions

### Nationales
L'opposition ukrainienne a averti que les nouvelles mesures enflammeraient davantage le mouvement de protestation et a appelé à un grand rassemblement dans la capitale Kyiv dimanche. Le 16 janvier a été surnommé le « jeudi noir »,,,.
Au sujet de ces lois contestées, l'opposante politique et ancienne Première ministre ukrainienne Ioulia Timochenko, à l'époque emprisonée, a déclaré ce qui suit :

« Je demande à l'opposition et à la société civile d'agir rapidement et de manière décisive car nous ne défendrons par la loi, Ianoukovitch a humilié le système parlementaire ukrainien le 16 janvier, qui est le dernier rempart avant l'établissement total d'une dictature. Je demande à l'opposition d'agir immédiatement. »

— « The opposition must react urgently to the new dictatorship in Ukraine » [archive du 21 janvier 2014], Official website of Yulia Tymoshenko, 17 janvier 2014 (consulté le 22 janvier 2014) ; Yulia Tymoshenko, « Opposition must react urgently to new dictatorship », Kyiv Post,‎ 17 janvier 2014 (lire en ligne, consulté le 22 janvier 2014)
Le Mejlis, l'Assemblée du peuple tatar de Crimée a dénoncé ces lois, déclarant : « Le gouvernement s'est lancé dans une attaque ouverte contre les droits et libertés fondamentaux, notamment en adoptant des lois qui constituent un échec cynique des procédures parlementaires et des principes démocratiques et qui violent la Constitution et les obligations internationales de l'Ukraine, restreignent le droit à la liberté de réunion, la liberté d'expression et la liberté des médias », et a mis en garde contre l'usage de la violence dans les manifestations contribuant à établir le régime de Ianoukovitch comme une dictature.
Le maire de Lviv, Andriy Sadovy, a déclaré que les lois étaient inconstitutionnelles et qu'elles ne seraient pas appliquées dans la ville.
- Ukraine : Le  Ministre ukrainien des affaires étrangères du gouvernement pro-russe alors en place, Leonid Kozhara, a déclaré que les lois « vise à la mise en œuvre dans la législation ukrainienne un certain nombre de règles qui existent dans le droit de la pluspart des pays européen, et se conforment aux normes démocratiques internationalement acceptées et les pratiques internationales »[42],[43].

### International
- Union européenne : Dans un tweet suivant le vote au Parlement, le Commissaire européen à l'Élargissement et à la Politique européenne de voisinage, Stefan Fuele s'est dit « profondément préoccupé par la nouvelle législation limitant les libertés ». Il a déclaré que l'adoption des lois était en contradiction avec les « aspirations européennes » et ses engagements envers l'Union européenne[35] ;
- États-Unis : pour le Secrétaire d'État John Kerry « la législation qui a été passée en force à la Rada sans transparence ni responsabilité viole toutes les normes de l'OSCE et de l'UE ». Il a décrit les lois comme « anti-démocratiques »[44].
- Canada : le Premier ministre Stephen Harper a déclaré aux journalistes qui l'accompagnait dans son voyage au Moyen-Orient que les manifestations en réponse aux actions du gouvernement et que ces dernières « rappelait beaucoup aux [ukrainiens] leur passé soviétique et anti-démocratique » et que son gouvernement organiserait un débat d'urgence sur la situation en Ukraine lors de la reprise des travaux parlementaires au Parlement du Canada le 27 janvier 2014[45].

### Organisations non gouvernementales
- Wikipédia – Annonce de la fermeture quotidienne de la version ukrainienne de l'encyclopédie à partir du 21 janvier, de 4h00 à 4h30 en signe d'opposition aux lois. Le site a annoncé sa fermeture dans une déclaration intitulée Contre la censure[46],[47].